# Hermann Hoffmann (Hörfunkmoderator)
Hermann Hoffmann (* 22. Februar 1928 in Heilbronn als Johann Heinrich Hoffmann; † 8. April 1997) war ein deutscher Hörfunkmoderator, Musiker und Komiker. Manche bezeichnen ihn als „Urvater der deutschen Radio-Comedy“.

## Leben
Erste Versuche als „Querfunker“ unternahm Hoffmann mit 16 Jahren als Marinehelfer, indem er als Funker einer Flak-Batterie Frequenzen zweckentfremdete, um Grüße an seine Kumpel zu schicken. Nach dem Krieg begann er ein Musikstudium in Detmold. Bereits zwei Jahre später war er Kapellmeister und Korrepetitor am Staatstheater in Oldenburg. Mitte der 1950er-Jahre gründete Hoffmann einen Piratensender mit dem Namen Sender Zitrone, nachdem der Versuch fehlgeschlagen war, beim Norddeutschen Rundfunk anzufangen. Aus seiner Dachkammer in Celle sendete er ab 1955 monatelang schwarz sein Radioprogramm, bis er schließlich von der Post geortet und mit Verbot sowie einer Geldstrafe belegt wurde.
Nachdem die Polizei den Piratensender stillgelegt hatte, sendete der Westdeutsche Rundfunk (WDR) Hoffmanns erste offizielle Sendung: Am 29. Dezember 1962 wurde die erste Folge der Dachkammer-Musik gesendet. Die Sendung blieb bis Anfang der 1980er-Jahre fester Bestandteil des WDR-Programms. Nach seinem Umzug 1967 nach Burgdorf bei Hannover richtete Hoffmann sich dort ein Tonstudio ein, in dem neben der Dachkammer-Musik auch Sendungen wie Unterhaltung am Wochenende, Sender Zitrone und diverse Schallplatten aufgenommen wurden.
In seiner Dachkammer-Musik verkörperte Hoffmann mehrere Sprechrollen: Der leicht reizbare Ostfriese Otto de Vries, der gutmütige Schwabe Pankratius Schräuble, der ostpreußische Wirt Cäsar Schlotterbeck und noch viele andere Charaktere sowie Hoffmann selbst als Chef musizierten „zusammen“ alle 14 Tage samstags um 17:45 Uhr im WDR-Programm. Dabei entlarvte Hoffmann sich selber schon im Intro, wo er in bis zur Unverständlichkeit zunehmendem Tempo alle Aufgaben vorstellte – erledigt von Hermann Hoffmann. Insgesamt brachte es Hoffmanns Dachkammer-Musik auf fast 600 Folgen à 15 Minuten. Alles wurde in mühsamer Kleinarbeit von ihm selbst gesprochen, komponiert, gespielt und bearbeitet – ohne Computer, die damals in der Audioproduktion noch nicht verwendet wurden.
Ähnliche Ton-Tricks kamen im Sender Zitrone zum Einsatz. Per Tonband-Mitschnitt wurden illustre Gäste aus Politik, Show und Fernsehen „eingeladen“ und ihnen mittels Tricktechnik so manches Wort im Munde verdreht. Ob Erich Honecker, Franz Josef Strauß oder Karl-Heinz Köpcke – sie alle durften in dieser Sendung Nonsens erzählen, stottern oder sogar „singen“. Garniert wurde das Programm mit Musikstücken (meist Jazz oder Schlager), kleinen Rubriken und zahlreichen Witzen. Hoffmanns Sohn Thomas und seine Frau Renate halfen in kleinen Sprechrollen mit. Jeden Monat schickte er dienstags um 21:15 Uhr solch eine 45-Minuten-Show auf Sendung.
Hermann Hoffmann schuf auch etliche Parodien bekannter Musikstücke. Zeitgenössische Schlager wurden umgedichtet, zersägt und neu zusammengefügt oder neu eingespielt. Georg Bungter, damals WDR-Redakteur, zeichnet für viele der Text-Interpretationen, Hoffmann setzte alles zusammen um. Da wurde aus Tanze Samba mit mir Brate Eier mit mir, und als größter Hit erwies sich die Vertextung des Bläserhits The Floral Dance zu Schwups ist der Papa mit der Hand wieder da.
Die Sendungen wurden Anfang der 1980er Jahre im WDR aufgrund der diversen Umbrüche in der Radiolandschaft zunächst wiederholt und dann ganz abgesetzt; es wurde stiller um Hoffmann. Für die Satire-Sendung Reißwolf des NDR produzierte er seit Oktober 1983 die Sendung Polit-Klimbim, von der 649 Folgen ausgestrahlt wurden. 1990 produzierte er auch für das Fernsehen bei Extra drei. Beim Radio-Messejournal des NDR Hannover war er ständiger Mitarbeiter.
Auch als Schallplattenproduzent, im Videobereich und in der Werbung war er aktiv. Mitte der 1990er Jahre versuchte er, sich mit einer an sämtliche Radiostationen in Deutschland verschickten Promotion-CD mit kurzen Sketchen aus seiner bekannten Dachkammer wieder ins Gespräch zu bringen; trotz positiven Feedbacks gab es aber keine langfristigen Zusagen. Die Zeit des anspruchsvollen Einschaltradios mit langen Wortbeiträgen war nach Hoffmanns Ansicht vorbei: „In den Fünfzigern und Sechzigern war das Radio noch im Mittelpunkt. Wir haben es eingeschaltet, um Hörspiele zu hören. Dann saßen wir im Kreis und lauschten gespannt. Diese Funktion hat heute längst das Fernsehen übernommen. Für eine bestimmte Sendung schaltet heute keiner mehr das Radio an.“ Seine Prognose sollte sich bewahrheiten: „Irgendwann wird es nur noch Autofahrer-Radio geben. Die Leute wollen einfach nicht mehr konzentriert Radio hören. Das ist wohl eine Generationenfrage.“ (Freundeskreis Hermann Hoffmanns »Sender Zitrone« e. V.) Anfang April 1997 starb Hoffmann an den Folgen einer Krebserkrankung.
Ein Großteil der Aufnahmen und der Studiotechnik wurde nach Hoffmanns Tod nach Hamburg an die Firma Voxx Gesellschaft für Marketing und Beratung mbH entliehen. Hoffmann-Fans haben zudem seit Jahren ihre alten Radio-Aufnahmen gesichtet und bearbeitet. Eine Katalogisierung und Aufbereitung des Nachlasses durch digital aufgenommene und aufbereitete Originalbänder stand 2008 kurz vor dem Abschluss.
Vom 6. Mai bis zum 17. Juni 2007 gab es im Stadtmuseum Burgdorf eine umfangreiche Ausstellung über das Leben und Schaffen von Hermann Hoffmann (Titel: „Du traust Dir ja was – Vom Wellenbummler aus der Dachkammer“). Den Besuchern wurden dabei auch Hörbeispiele unterschiedlichster Art präsentiert. Die Ausstellung wurde komplettiert durch ein umfangreiches Begleitheft („Chronik“ genannt) sowie durch eine erste Doppel-CD mit ausgewählten Titeln.
Vom 8. April bis zum 5. Juni 2017 zeigte das Stadtmuseum Burgdorf aus Anlass des 20. Todestages erneut eine Ausstellung über Hoffmanns Leben und Werk („Achtung Aufnahme – Aus dem Leben eines Wellenbummlers“). Autor Rüdiger Borrmann hatte zu diesem Termin die ehemalige Chronik weiter überarbeitet und brachte ein Buch mit dem Titel Radio-Comedy aus der Dachkammer heraus. Darin finden sich eine ausführliche Diskographie, Detailbetrachtungen zu diversen Sendungen und Parodien sowie weitere Abschnitte des Lebenswerkes von Hermann Hoffmann.

## Übersicht der Sendungen und Parodien

### Sendungen
- Hier Sender Zitrone
- Eine kleine Dachkammer-Musik
- Die WDR-Shit-Parade
- Polit-Klimbim

### Parodien (Auswahl)
- Schwupps, ist der Papa mit der Hand wieder da („The Floral Dance“, The Brighouse & Rastrick Brass Band)
- Kannst Du noch gerade gehen Lucille („(You picked a fine time to leave me) Lucille“, Kenny Rogers)
- Brate Eier mit mir („Tanze Samba mit mir“, Tony Holiday)
- Die Oma („Ti amo“, Howard Carpendale)
- Das bißchen Saustall („Das bißchen Haushalt“, Johanna von Koczian)
- Mama will ohne („Mama Leone“, Bino)
- Die Plombe, die kracht („Die Blumen der Nacht“, Costa Cordalis)
- Du wirst wieder Wanzen seh’n („Du wirst wieder tanzen geh’n“, Chris Roberts)
- Hey Marie, ich brauch’ mehr Schlaf („Hey Boss, ich brauch mehr Geld“, Gunter Gabriel)
- Die kleine Heike („Die kleine Kneipe“, Peter Alexander)
- Nieren haben keine Türen („Herzen haben keine Fenster“, Elfi Graf)
- Der Junge mit dem Mundgeruch ist da („Der Junge mit der Mundharmonika“, Bernd Clüver)
- Du hast sechs Zeh’n („Du bist sechzehn“, Benny, orig.: „You’re Sixteen“, Ringo Starr)
- Rocky (Frank Farian)
- Tränen lügen nicht (Meine Herta) („Tränen lügen nicht“, Michael Holm)

## Diskografie (Auswahl)
- 1965: Die große Lachparade, LP
- 1967: Eine kleine Lach-Kammermusik, LP
- 1976: Hermann Hoffmanns Original Dachkammer-Musik, LP
- 1977: Geschichten aus der Dachkammer, LP
- 1979: Schwups, ist der Papa mit der Hand wieder da, LP
- 1994: Die besten Weihnachtssketche aus der Dachkammer, CD
- 1995: Radio Zitrone – Der Sender aus der Dachkammer, CD
- 1996: Bonn-Songs – Politisches Liedgut mit den Originalinterpreten, CD
- 2007: Hermann Hoffmann – Vom Wellenbummler aus der Dachkammer, CD
- 2014: Aus dem Zitrone-Archiv Vol. 1, Doppel-CD
- 2015: Aus dem Zitrone-Archiv Vol. 2, Doppel-CD
- 2016: Aus dem Zitrone-Archiv Vol. 3, Doppel-CD
- 2017: Aus dem Zitrone-Archiv Vol. 4, Doppel-CD
- 2018: Aus dem Zitrone-Archiv Vol. 5, Doppel-CD
- 2019: Aus dem Zitrone-Archiv Vol. 6, Doppel-CD
- 2020: Aus dem Zitrone-Archiv Vol. 7, Doppel-CD
- 2021: Aus dem Zitrone-Archiv Vol. 8, Doppel-CD
- 2022: Aus dem Zitrone-Archiv Vol. 9, Doppel-CD
- 2023: Aus dem Zitrone-Archiv Vol. 10, Dreifach-CD
- 2024: Aus dem Zitrone-Archiv Vol. 11, USB-Stick mit Audio-Dateien
- 2025: Aus dem Zitrone-Archiv Vol. 12, USB-Stick oder CD-R mit Audio-Dateien